# Saint-Didier-de-la-Tour
Saint-Didier-de-la-Tour é uma comuna francesa na região administrativa de Auvérnia-Ródano-Alpes, no departamento de Isère. Estende-se por uma área de 14,63 km². Em 2010 a comuna tinha 2 125 habitantes (densidade: 145,2 hab./km²).